# 福建通志
《福建通志》指清代以来，福建省（含台湾）修撰的多部同一名称的地方志，記錄著省內的事蹟、氣候、風俗、水利、人物、藝術文化等等。
福建省第一部通史，是明朝黄仲昭所著的《八闽通志》。万历九年（1581年），王应山修《闽大志》。何乔远修撰，于万历四十八年（1620年）成书的《闽书》。
清代历时268年，共编有四部《福建通志》。康熙二十三年（1684年），福建巡撫金鋐主修、郑开极與陳軾總纂六十四卷的《福建通志》:13。此书承袭于《闽书》。而康熙時的《福建通志》依照有無收錄臺灣府的資料，可分成兩種版本:13。未載錄者為原刊本，因為臺灣府確定設立時已是康熙二十三年四月，尚在編纂中的《福建通志》並未將臺灣列為收錄範圍:14。而有收錄臺灣府相關資料者，依照所錄的資料到康熙二十五年（1686年）為止，可知為該年的補刻本:13。補刻本中的資料，則可能來自送入福建史館的蔣毓英《臺灣府志》文稿:15。1930年11月，臺灣總督府圖書館曾派人到日本帝室圖書館抄錄補刻本中關於臺灣府的部分，題名為《康熙福建通志抄錄》:13。臺灣成文出版社在1983年將此抄本影印刊行編入「中國方志叢書」，並改書名為《康熙福建通志臺灣府》:13。
雍正年间，雍正帝下旨各地督抚编修地方志。乾隆二年（1737年），由闽浙总督郝玉麟督修，修成七十八卷的《福建通志》，录入《四库全书》。乾隆三十三年（1768年），继修九十卷的《福建通志》。道光九年（1829年），以建筑福州贡院的余款设立福建通志局，重修《福建通志》，陳壽祺任总纂。陈寿祺在1834年逝世后，分纂高澍然继任总纂。因梁章钜联合士绅反对，高澍然辞职，通志局解体，书稿散失，作罢。形成福建文史上的一桩公案。道光十五年（1835年），又请魏敬中继修，道光十九年（1839年）成稿，但因梁章钜抵制及此后政局混乱，未成。同治六年（1867年），再度设局刊印。同治十年（1871年），付印。此部命名为《重纂福建通志》。而民国陈衍所纂《福建通志》則為近代方志著作。